# Cavalier d'Arpino
Giuseppe Cesari, detto il Cavalier d'Arpino (Arpino, 14 febbraio 1568 – Roma, 3 luglio 1640), è stato un pittore italiano dell'epoca barocca. Fu uno dei maggiori esponenti del tardo manierismo, venendo definito dai Conservatori dell'Urbe «pictor unicus, rarus et excellens ac primarius et reputatus».
Tipico esponente del gusto tardo manierista, il Cesari è stato molto attivo in imprese decorative a Napoli e a Roma, dove si occupò anche di formare giovani pittori poi divenuti celebri, quali Guido Reni e Caravaggio. Secondo Giulio Mancini (Considerazioni sulla pittura, 1620), fu maestro anche dell'Acquasparta.

## Biografia

### Giovinezza

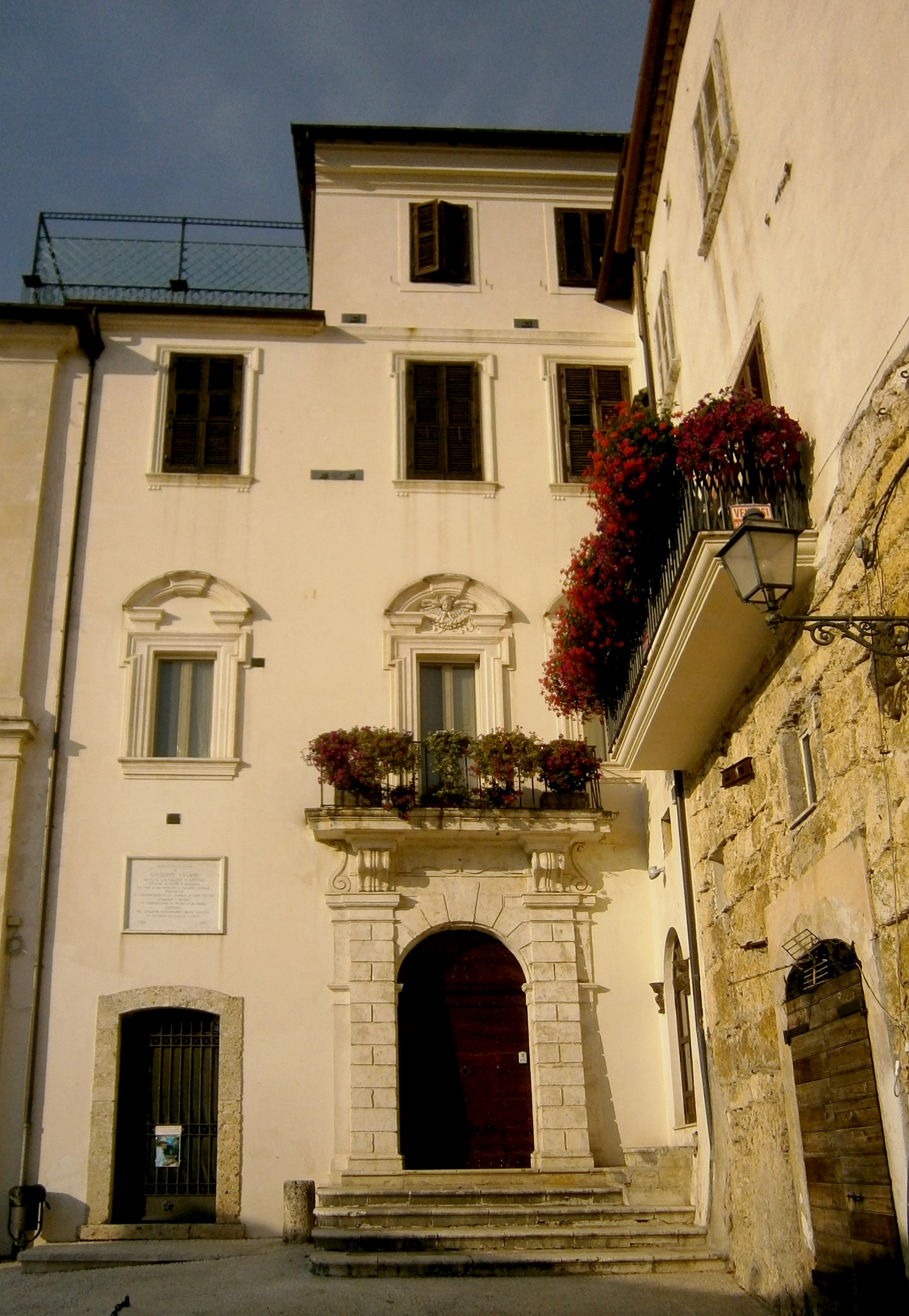
Casa natale di Giuseppe Cesari ad Arpino.

Giuseppe Cesari nacque nel febbraio 1568 ad Arpino, nell'odierna provincia di Frosinone, allora nel Regno di Napoli, da Muzio di Polidoro, «pintore d'Arpino, che con maniera assai grossa dipingeva de' voti» e di Giovanna van Mander, appartenente ad una famiglia nobile spagnola. Venne introdotto all'esercizio della pittura in seguito al trasferimento nel 1582 a Roma, dove lavorò alla decorazione delle Logge Vaticane sotto la direzione del Circignani e divenne noto come "Gioseppino"; intervenne anche nella sala vecchia degli Svizzeri, ove realizzò una figura iperbolica di Sansone a monocromo, e nella Sala dei Chiaroscuri.
Fu nell'ambito artistico vaticano, in ogni caso, che il giovane Cesari, non ancora cavaliere, si fece notare per la sua creatività.
Nel 1583 il Cesari, oltre ad iniziare a percepire una provvigione regolare, fu accolto nell'Accademia di San Luca. In seguito a questa prestigiosa adesione, fu molto attivo dal punto di vista artistico, tanto che in questo periodo lavorò in palazzo Santori, in Sant'Anastasio dei Greci, nella chiesa di Trinità dei Monti, e in San Lorenzo in Damaso; nelle opere di questi anni emerge uno stile ispirato a trasparenze quasi da acquarello, risentendo dell'influenza di Raffaellino da Reggio e Francesco Vanni. Frattanto, nel 1586, Cesari divenne membro anche della Congregazione dei Virtuosi al Pantheon.

### Affermazione professionale

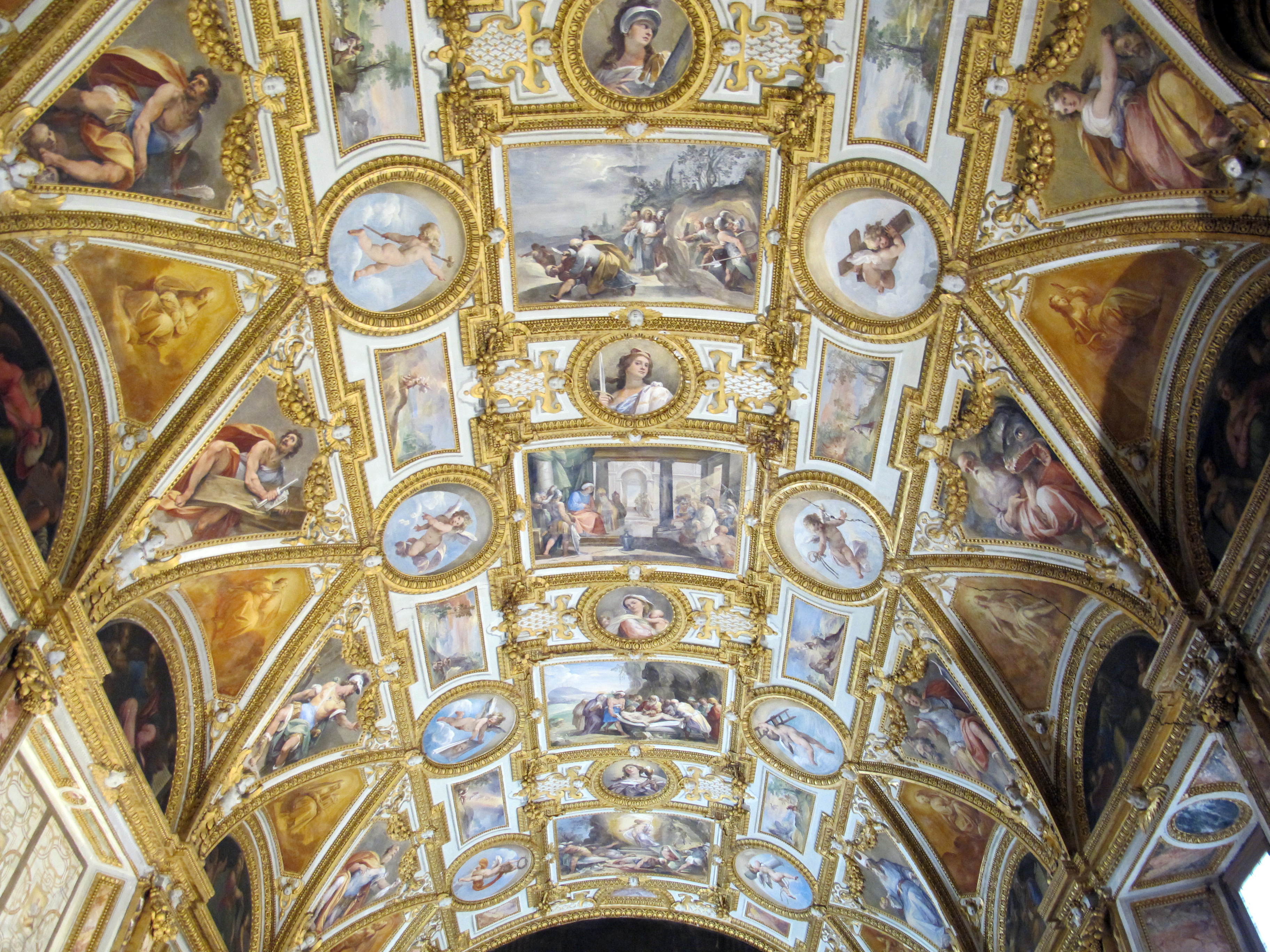
Affreschi nella volta della certosa di San Martino, a Napoli.

Nel 1589 Cesari si trasferì momentaneamente a Napoli, dove fu incaricato della decorazione del Sancta Sanctorum della Certosa di San Martino; gli affreschi, lasciati inizialmente incompiuti, vennero poi terminati dal fratello Bernardino nel 1592-93. Con l'avvento al pontificato di Clemente VIII Aldobrandini il Cesari poté finalmente consacrare la propria affermazione professionale, divenendo uno dei pittori più conosciuti e richiesti a Roma, specialmente per le grandi imprese decorative.
Tra il 1591 e il 1593 il Cesari venne assorbito nella decorazione del soffitto della Cappella Contarelli, nella chiesa di San Luigi dei Francesi; oberato dalle più prestigiose committenze papali, tuttavia, lasciò l'incarico all'apprendista Caravaggio, che lavorava nella sua bottega, ormai considerata una delle più celebri di Roma. Tra i lavori di questi anni, si citano i soffitti illusionistici della cappella Olgiati, in Santa Prassede 1593-95; la decorazione del soffitto della loggia Orsini nel Pio Sodalizio dei Piceni (1594-95); il raffinato San Francesco confortato da un angelo che suona il violino (1593 circa).

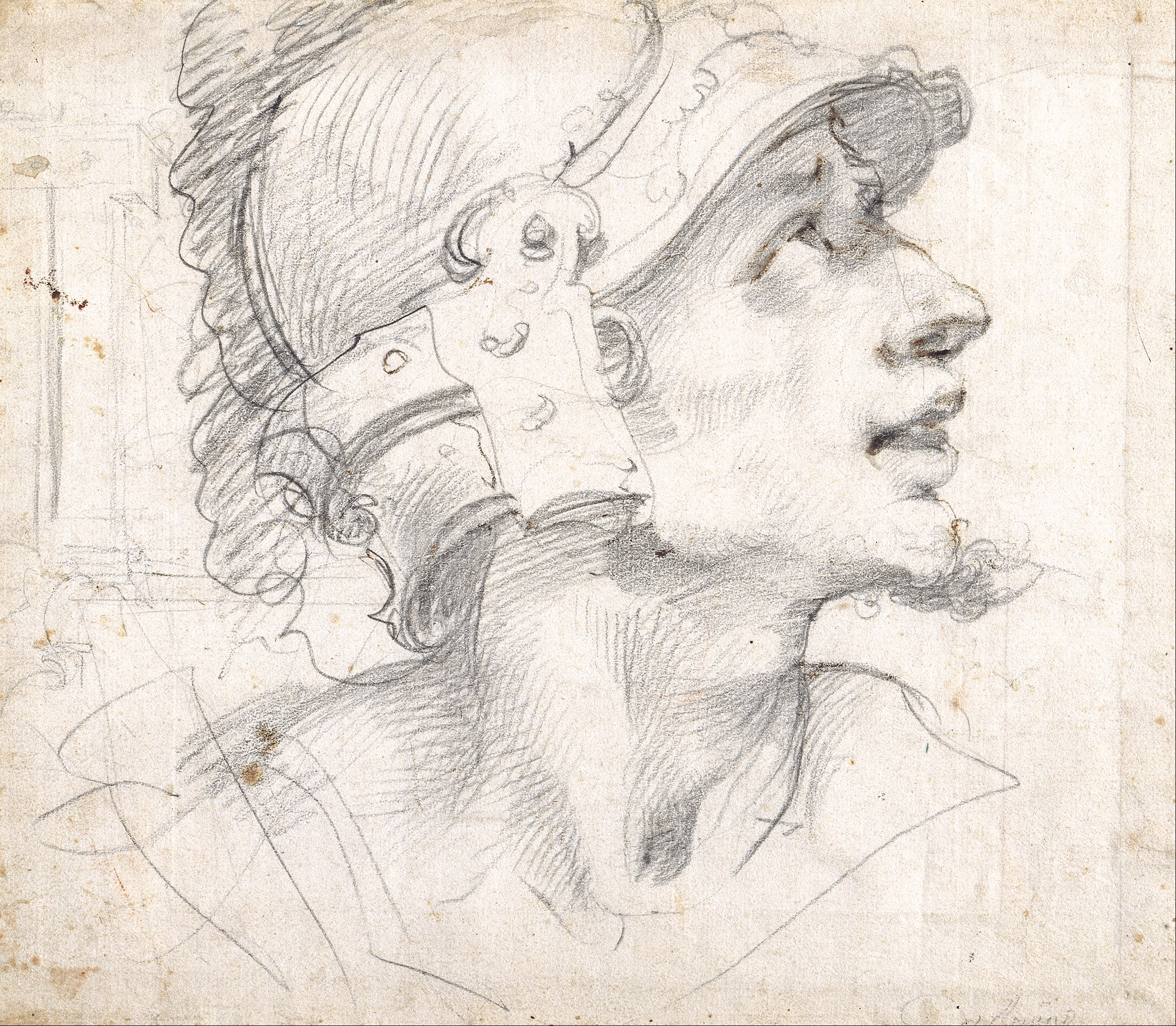
Testa di Tullo Ostilio (1597), Museum Kunstpalast, di Düsseldorf.

Allo stesso periodo risalgono alcuni interventi nella cappella Aldobrandini in Santa Maria in Via e nella cappella dei Bombardieri del castello di Santa Maria in Transpontina. Successivamente, affrescò la sacrestia della certosa di San Martino, a Napoli (1596-1597) e decorò col Ritrovamento della lupa la sala degli Orazi e Curiazi nel palazzo dei Conservatori al Campidoglio; seguirono le tele raffiguranti San Giovanni che beve veleno e San Giovanni condotto al sepolcro, realizzate su commissione di Clemente VIII per San Giovanni in Fonte, e alcuni suoi piccoli dipinti realizzati come omaggio per le doppie nozze austro-spagnole; sappiamo, inoltre, che in questi anni il Cesari si recò a Venezia.
Divenuto nel novembre 1599 principe dell'Accademia di San Luca, il Cesari nel 1600 affrescò l'Ascensione nel transetto di San Giovanni in Laterano, conseguendo grazie alle qualità pittoriche di quest'opera il cavalierato di Cristo. Se escludiamo gli affreschi realizzati per Pietro Aldobrandini nella sua villa a Frascati, e le altre imprese decorative anzidette, il Cavalier d'Arpino nell'ultimo decennio fu impegnato anche nella realizzazione di un cospicuo numero di piccoli dipinti, assai raffinati e ricercati: in tal senso, si segnalano Perseo e Andromeda (1592-93 circa), la Resurrezione di Lazzaro (1591-93 circa), la Fuga in Egitto (1592-93 circa), il San Michele combatte gli angeli ribelli (1593 circa); la Cattura di Cristo (1596-97 circa); la Cacciata dal paradiso (1597); Diana e Atteone e il Riposo nella fuga in Egitto.

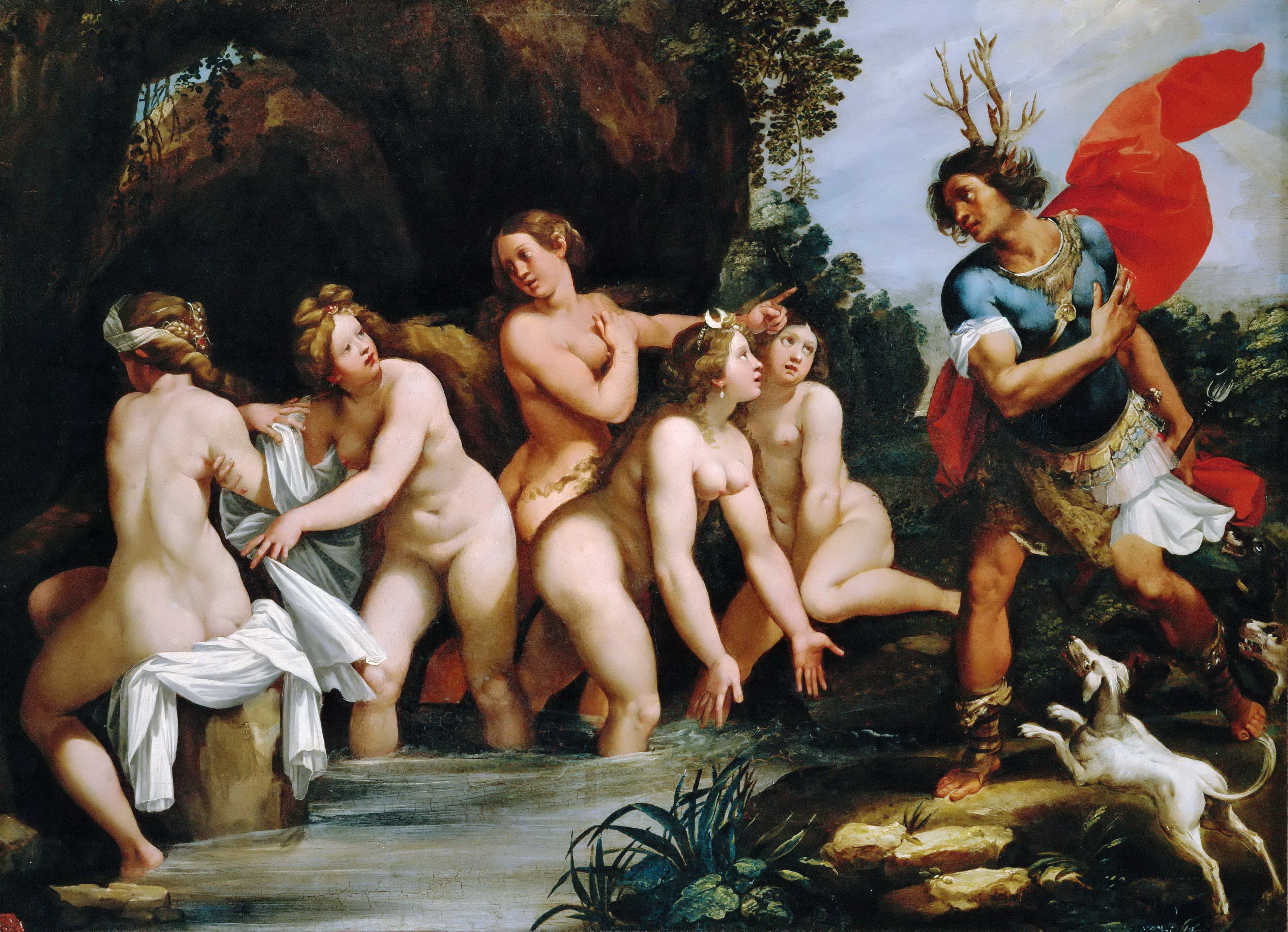
Diana e Atteone (1602-03 circa), al Louvre di Parigi.

### Ultimi anni

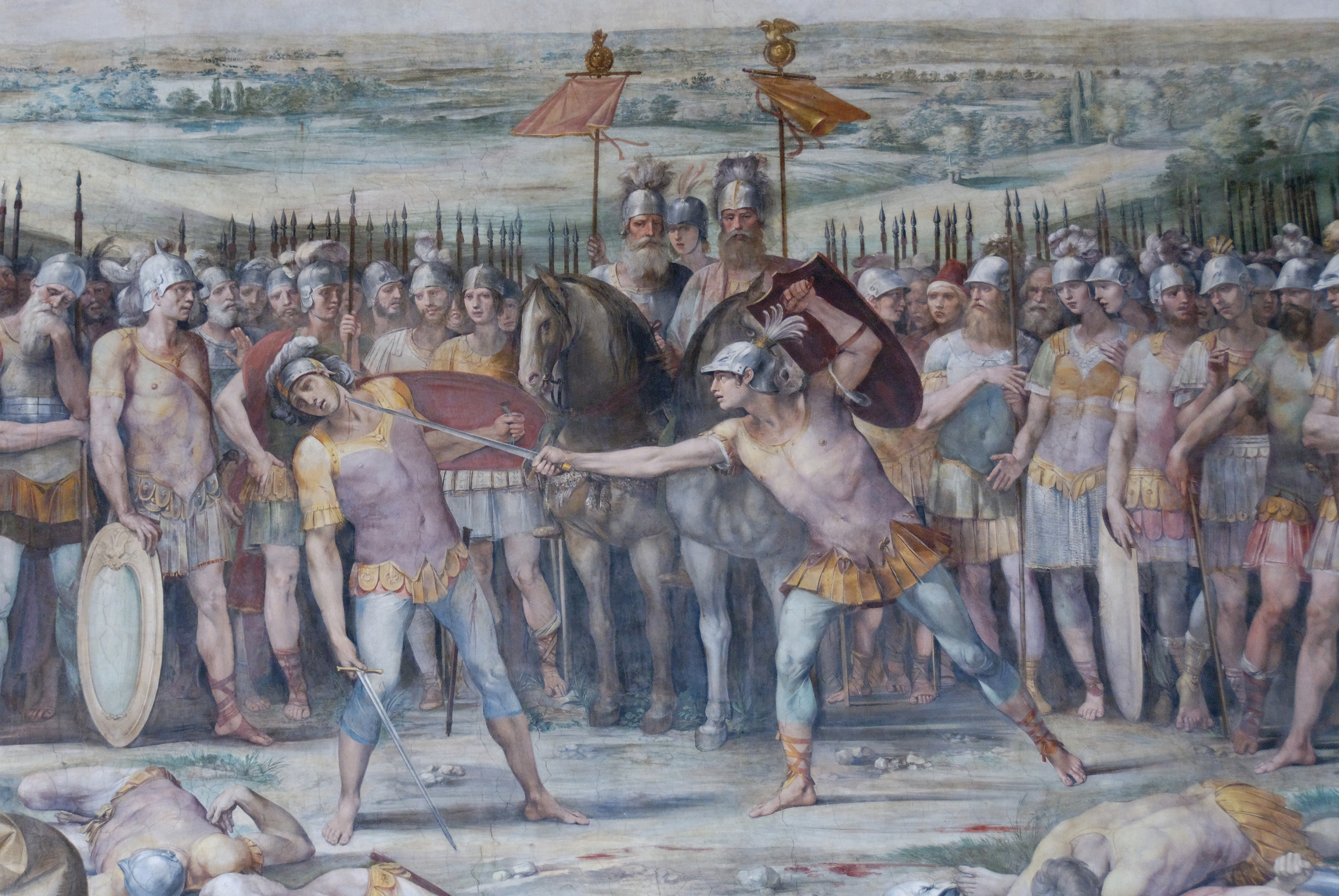
Appartamento dei Conservatori, Combattimento degli Orazi e dei Curiazi, 1612-13.

La posizione economica e sociale del Cesari si era ormai ampiamente consolidata, e quindi egli poté finalmente acquistare un palazzo a via del Corso, oltre a farsi costruire una propria residenza nell'Arpino natia, tuttora parzialmente esistente; tra i clienti del Cesari, oltre alla ricca aristocrazia capitolina, vi erano anche l'imperatore Rodolfo II e i re di Spagna e di Francia. Alla morte di Clemente VIII, tuttavia, il Cavalier d'Arpino subì una momentanea eclissi, finendo addirittura in prigione per il possesso illecito di armi (in realtà, possedeva una raffinata collezione di archibugi). Secondo alcuni l'accusa si rivelò un pretesto (forse architettato dal cardinale Scipione Caffarelli-Borghese, nipote prediletto di Paolo V, per entrare in possesso dell'importante collezione di quadri del Cesari). Il processo, appunto finì nel 1607, con la donazione (ma più che altro fu una confisca) della sua quadreria alla Camera apostolica. Molte di quelle opere finiranno nella Villa del cardinal nepote, e tutt'oggi parte della Galleria Borghese. Probabilmente nel 1607, dopo la confisca della sua collezione d'arte, il Cavalier d'Arpino lasciò Roma per ritirarsi temporaneamente a Arpino: durante questo viaggio si fermò a Lenola, dove elaborò il progetto del santuario della Madonna del Colle, il cui cantiere si era da poco aperto (Pesiri 2022); non mancò di beneficare il santuario di Lenola nel 1628 incoraggiando la costruzione del nuovo altar maggiore, affidata al maestro scalpellino Alessandro Montonese, e inviando in dono una "Gloria d'Angeli" su tela per ornarne il tabernacolo (Pesiri 2022). 
Uscito dal carcere, il Cesari sovrintese alla decorazione a mosaico della cupola di San Pietro e della cappella Paolina in Santa Maria Maggiore, dove eseguì i Profeti nei pennacchi della cupola e il San Luca sopra l'altare. Nella tarda carriera si moltiplicarono per il pittore i riconoscimenti ufficiali: rieletto principe dell'Accademia di San Luca nel 1615 e nel 1629, il 13 luglio 1630 gli vennero concessi la Croce e del titolo di San Michele. Nel frattempo, il Cesari si invaghì di una popolana romana di nome Dorotea a tal punto da farla sua sposa: le nozze, celebrate nel 1618, furono coronate dalla nascita di due figli, Muzio e Bernardino, entrambi pittori.
Il Cavalier d'Arpino trascorse gli ultimi anni della sua esistenza nella sua dimora a via dei Serpenti, acquistata nel 1636; morì infine il 3 luglio 1640. La salma venne dapprima deposta provvisoriamente in una semplice tomba nella navata di Santa Maria in Aracoeli, la cui collocazione può essere desunta dall'esame delle fonti, e fu poi trasferita in San Giovanni in Laterano (forse grazie all'aiuto dei Barberini) in un dignitoso monumento in marmi policromi, dagli echi borrominiani e con un busto di Niccolo Menghini, realizzato post-mortem forse sulla base di precedenti ritratti, e completato dallo scudo araldico richiamante il soprannome dell'artista, e da un epitaffio encomiastico.

## Dipinti
- Alatri, Museo Diocesano, Palazzo dell'Episcopio, affresco raffigurante San Sisto, 1584 circa
- Arpino, Chiesa di San Michele Arcangelo, San Michele Arcangelo combatte Lucifero, o/t, ca 1620
  - Chiesa di San Michele Arcangelo, Dio Padre benedicente col Globo, o/t, ca 1620
  - Chiesa di San Michele Arcangelo, Testa di Cristo, affresco, 1606-1607
  - Chiesa di San Michele Arcangelo, Martirio di San Pietro Martire, o/t, 1631
  - Chiesa di Santa Maria Assunta, Dio Padre con la destra alzata e il Globo, o/tav., ca 1620
  - Chiesa di Santa Maria Assunta, San Giovanni ev. e San Giuseppe, o/tav., 1625-1627
  - Chiesa di Sant'Antonio, Sant'Antonio da Padova col Bambino Gesù e vestizione di Sant'Antonio da Padova, o/t, ca 1634
  - Chiesa di Sant'Andrea, Sant'Andrea e San Benedetto sotto lo Spirito Santo e due puttini adoranti, o/t, 1635
  - Chiesa di San Vito in Civitavecchia, Santi Vito, Modesto e Crescenzia, o/t, 1625-1627
- Atri, Museo Capitolare di Atri, Madonna con Bambino e santi, o/t, ca 1615
- Auckland, Auckland Art Gallery, Sant'Orsola
- Berkeley, Berkeley Art Museum e Pacific Film Archive, Giuditta con la testa di Oloferne, 1605-1610
- Boston, Museum of Fine Arts, Riposo nella fuga in Egitto, 1597 circa
- Budapest, Museo di belle arti, Diana sorpresa al bagno da Atteone.
- Caen, Musée des Beaux-Arts, La vittoria di Tullo Ostilio sui Veii e i Fideni, o/t, 70 x 99 cm, 1596-1597
- Calvi dell'Umbria, Chiesa di Santa Maria Assunta, cappella Sernicoli, Madonna col Bambino in trono tra i santi Biagio e Berardo, o/t, 1640 ca.
- Cardiff, National Gallery of Wales: Cristo nell'orto e l'angelo.
- Cassino, Abbazia di Montecassino, L'Orazione nell'orto.
- Douai, Museo della Certosa di Douai, San Francesco consolato da un angelo, 1593 circa
- Kansas City, Museo Nelson-Atkins, Madonna col Bambino e i Santi Pietro e Paolo, 1608-1609
- Kassel, Museumslandschaft Hessen Kassel, Cristo fatto prigioniero, 1597 circa
- Lenola, santuario Madonna del Colle: progetto architettonico.
- Madrid, Real Academia de Bellas Artes de San Fernando, Immacolata Concezione
- Meaux, Museo Bossuet, Susanna e i vecchioni
- Mosca, Museo Puškin delle belle arti, Sacra Famiglia con un santo e un angelo
- Napoli
  - Certosa di San Martino: affreschi sulla volta della sacrestia.
  - Quadreria dei Girolamini : Il Martirio di San Sebastiano, San Pietro rapito al terzo cielo.
  - Museo Nazionale di Capodimonte : Gesù nell'orto di Getsmani (con l'aiuto della bottega), San Michele abbatte il demonio, Cristo Deriso[6], Gloria d'angeli, San Benedetto in gloria.
- Narni, Chiesa di Santa Restituta, "Visitazione"
- Ohio, The Dayton Art Institute: Adorazione dei Magi.
- Palermo, Galleria Regionale di Palazzo Abatellis, Andromeda liberata da Perseo.
- Parigi, Louvre, Adamo ed Eva cacciati dal Paradiso, o/t, 51 x 30 cm, ca 1597; Diana e Atteone, o/t, 47 x 66 cm, ca 1603-1604
- Perugia, Università degli Studi di Perugia, Palazzo Murena, Ecce Homo
- Phoenix, USA, Phoenix Art Museum, L'arcangelo Michele e gli angeli ribelli, o/t
- Piano di Sorrento, Basilica di San Michele Arcangelo, Deposizione di Cristo
- Reggio Emilia, Cattedrale, Visitazione della Vergine, o/t
- Rio de Janeiro, Museo nazionale delle belle arti Cristo nella bottega di Giuseppe, 1610-1625
- Roma, Basilica di San Giovanni in Laterano, parte sinistra del transetto: Ascensione.
  - Basilica di San Pietro in Vaticano, Preparazione dei cartoni per la decorazione a mosaico della calotta interna della cupola.
  - basilica di San Crisogono, soffitto del presbiterio: Beata Vergine.
  - chiesa di Gesù Nazareno: Santa Caterina d'Alessandria.
  - chiesa di San Carlo ai Catinari, sagrestia: Cristo deriso.
  - chiesa di San Cesareo de Appia: Storie dei santi Cesareo e Ippolito nei riquadri sull'attico e cartoni per i mosaici.
  - chiesa di San Luigi dei Francesi, Cappella Contarelli, affreschi.
  - chiesa di San Silvestro al Quirinale, volta della prima cappella a sinistra, affreschi con Storie di santo Stefano.
  - chiesa di Sant'Atanasio: Assunzione della Vergine; Crocifissione.
  - chiesa di Santa Lucia in Selci: Santa Trinità; I santi Agostino e Monica.
  - chiesa di Santa Maria della Scala: Madonna col Bambino.
  - chiesa di Santa Maria di Loreto: Natività della Vergine e Morte della Vergine.
  - chiesa di Santa Maria in Traspontina: Santa Barbara e, su cartone, le storie della sua vita.
  - chiesa di Santa Maria in Via: Adorazione dei Magi; Natività.
  - basilica di Santa Maria Maggiore, Cappella Paolina, affreschi nel lunettone sopra l'altare e nei pennacchi della cupola.
  - chiesa di Santa Maria sopra Minerva: San Domenico.
  - chiesa di Santa Prassede, Cappella Olgiati, decorazione della volta.
  - chiesa della Trinità dei Monti, lunette nel chiostro: Storie di san Francesco da Paola.
  - chiesa Nuova: Incoronazione della Vergine; Presentazione al Tempio.
  - Chiesa di Santa Maria della Pace: Visione di san giovanni evangelista.
  - convento di Sant'Onofrio al Gianicolo: Storie di sant'Onofrio, affreschi nelle lunette del chiostro del convento.
  - Fondazione Sorgente Group: Santa Cecilia con l'organo portatile, un'altra santa e un putto. Olio su tela, 136x98,5 cm, 1630 ca.
  - Galleria Borghese, San Giovanni Battista, o/t, 33 x 26 cm, ca 1607; Decollazione del Battista, o/r, 28 x 22 cm, ca 1600-1605; Fuga in Egitto, o/t, 45 x 33 cm, 1592-1593; Ratto di Europa, o/t, 57 x 45 cm, 1603-1606; Cattura di Cristo, o/r, 77 x 56 cm, 1596-1597; Battaglia di Tullo Ostilio contro i Veneti, o/t, 67 x 89 cm, 1595-1598.
  - Galleria Corsini: Resurrezione di Lazzaro.
  - Galleria dell'Accademia di San Luca: Perseo e Andromeda; Cattura di Cristo.
  - Palazzo dei Conservatori al Campidoglio, appartamento dei Conservatori, Sala degli Orazi e Curiazi, Episodi della storia di Roma, affreschi.
  - Palazzetto di Sisto V, loggetta, affreschi con Storie di Ercole.
  - Palazzo Costaguti, Sala di Venere ed Enea, affreschi.
  - Pinacoteca Capitolina, Diana cacciatrice, o/t, 44 x 32,5 cm, 1600-1601
- Città del Vaticano, Pinacoteca Vaticana, Annunciazione, o/t, 290 x 184 cm, 1606
- San Pietroburgo, Ermitage: Santa Chiara allontana i Saraceni da Assisi.
- Senigallia, Museo diocesano, Ritratto di Papa Clemente VIII Aldobrandini
- Sulmona, Museo diocesano, Natività della Vergine
- Veroli, Chiesa di Santa Maria Salome, Santa Maria Salome con la pisside, o/t, ca 1625
- Vienna, Kunsthistorisches Museum: Perseo libera Andromeda; San Michele caccia gli angeli ribelli; Perseo e Andromeda.
- Washington, USA, National Gallery of Art, Martirio di Santa Margherita, o/t, 85 x 62,6 cm, ca 1608-1611

## Galleria d'immagini

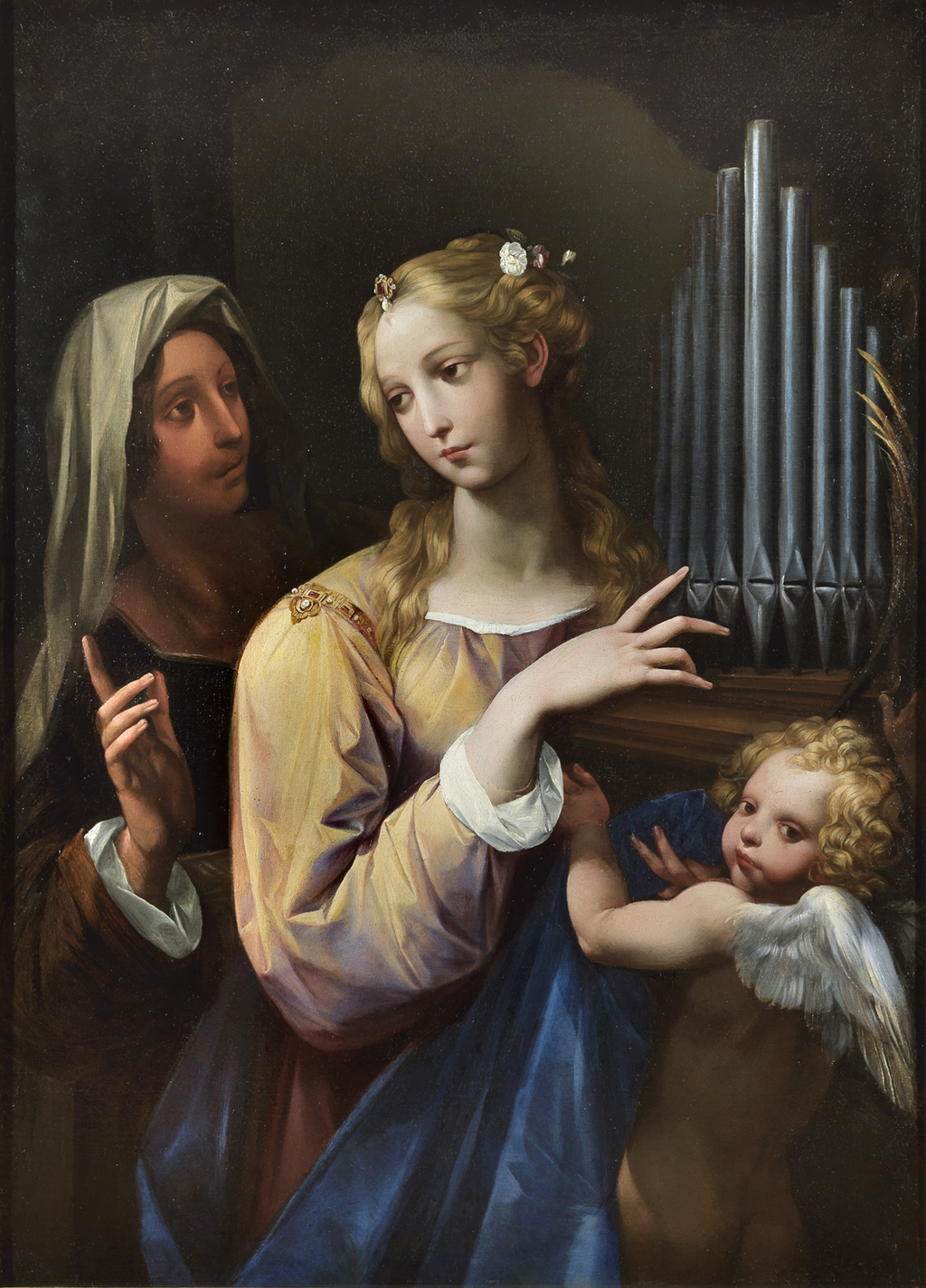
Santa Cecilia che suona un piccolo organo (1630).
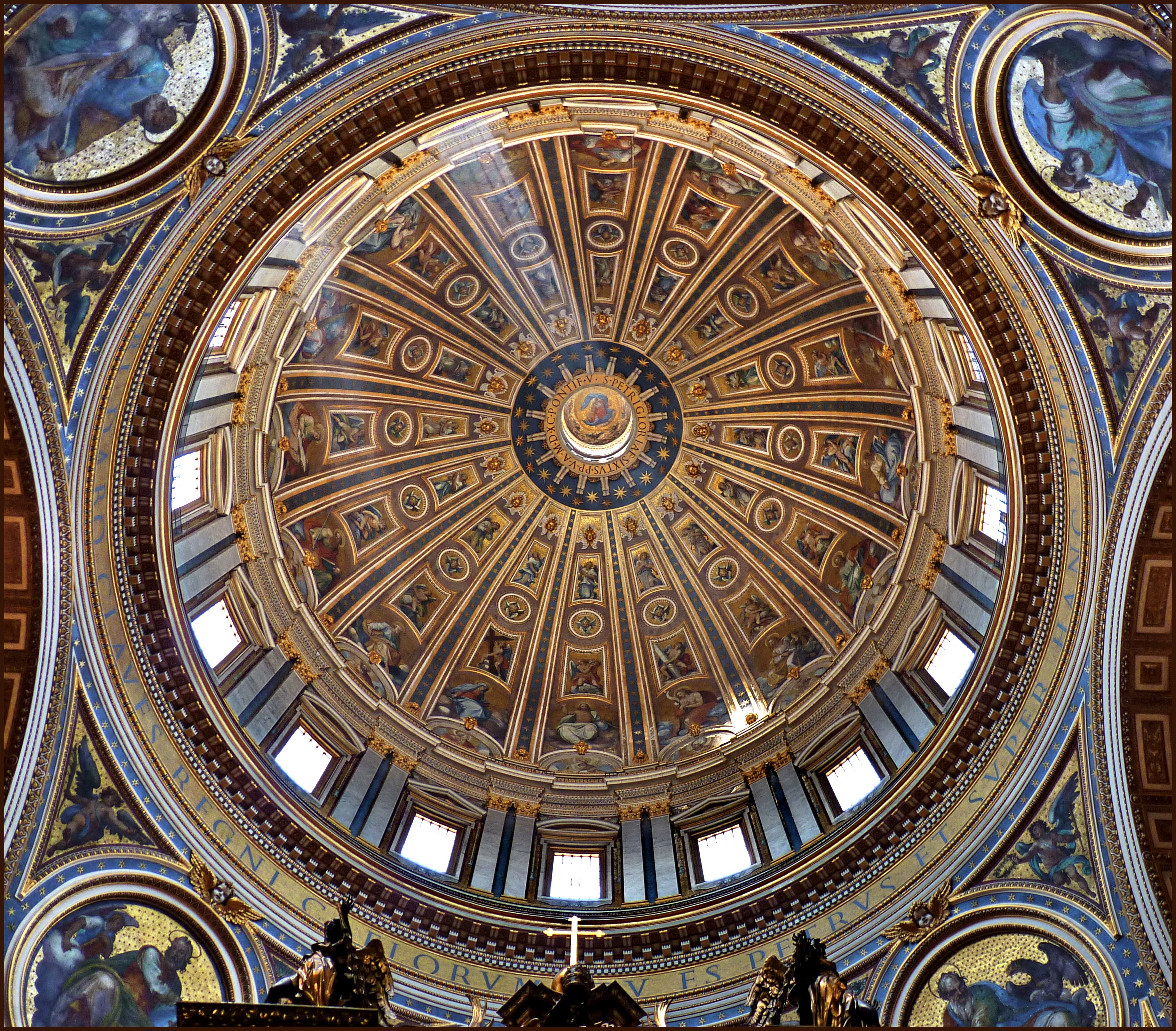
Mosaico interno della cupola di San Pietro in Vaticano.
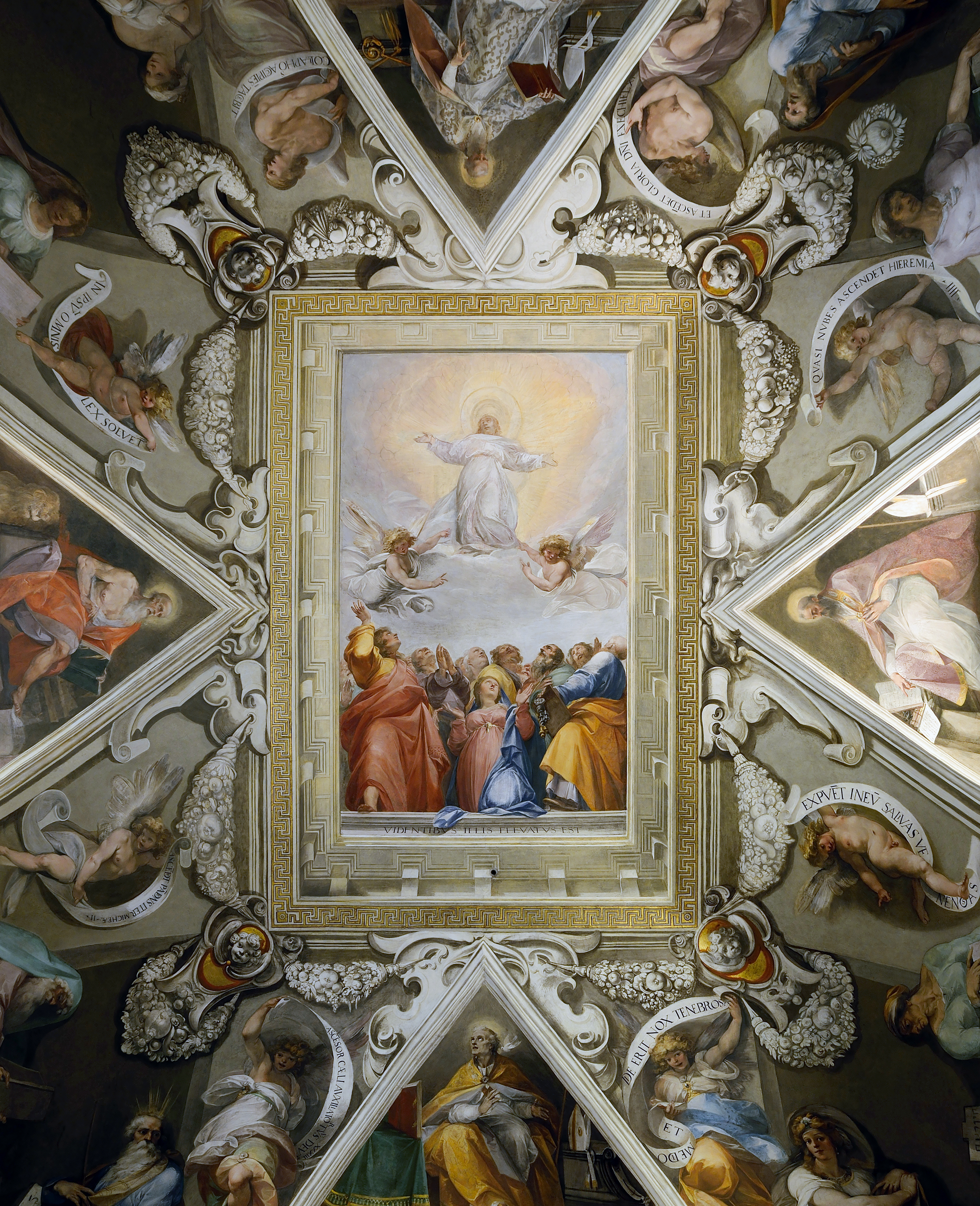
Ascensione di Gesù tra gli apostoli e la Vergine, Cappella Olgiati, all'interno della chiesa di Santa Prassede.
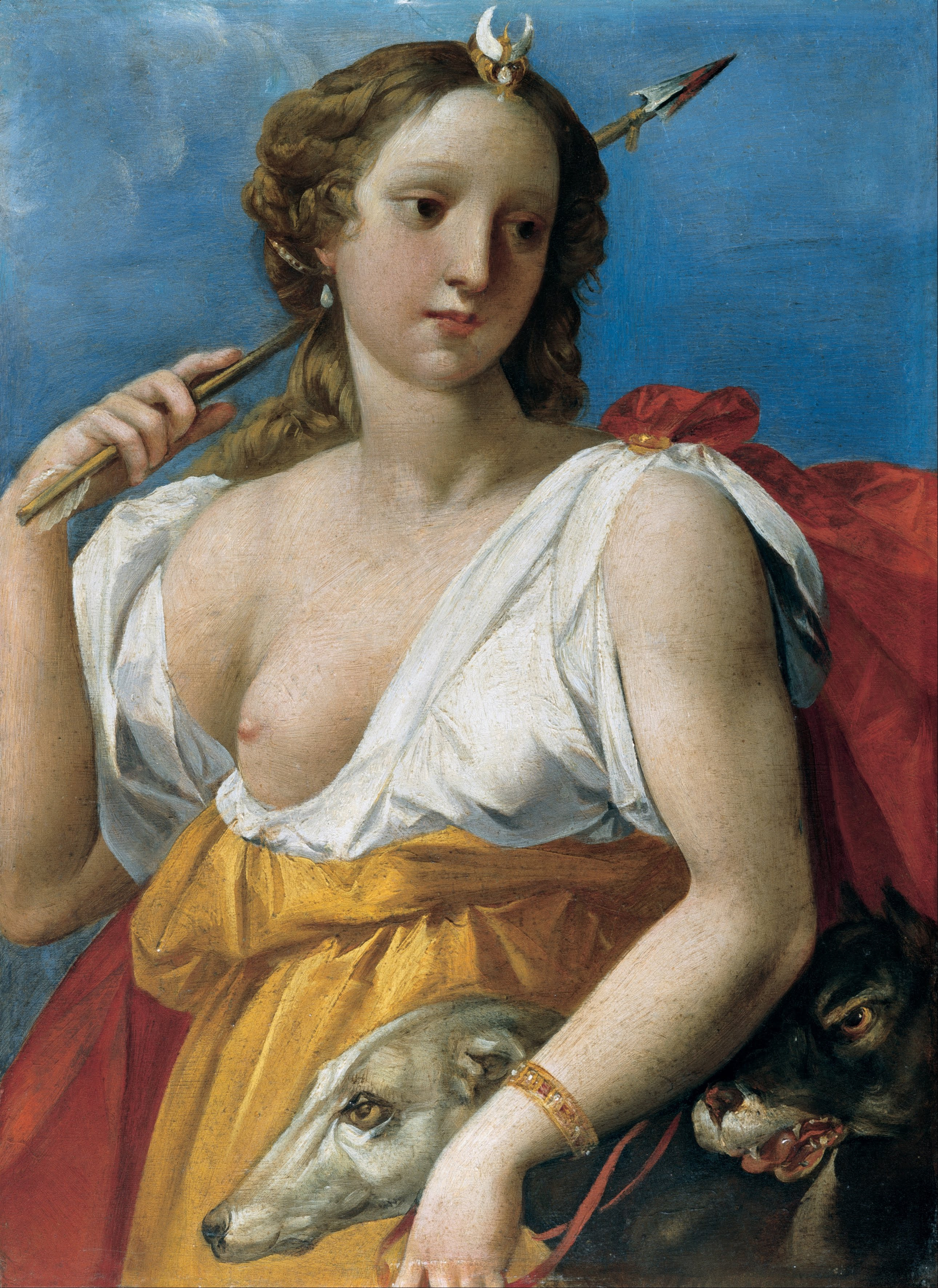
Diana cacciatrice, 1600-1601, Pinacoteca Capitolina.
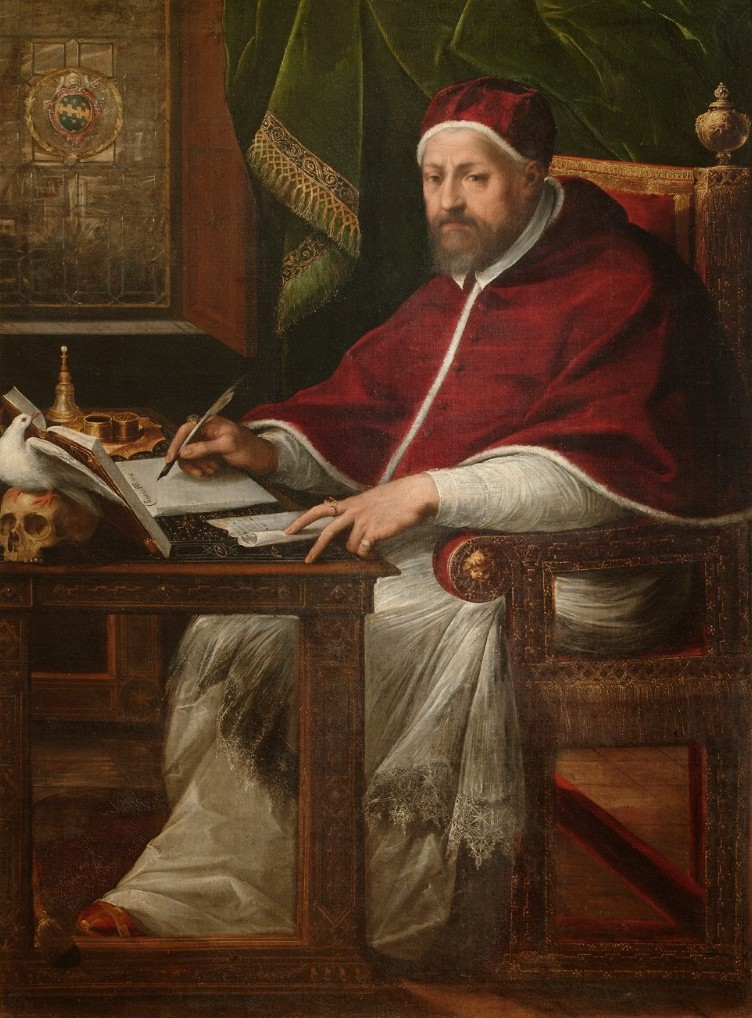
Ritratto di Papa Clemente VIII Aldobrandini, Museo diocesano di Senigallia.
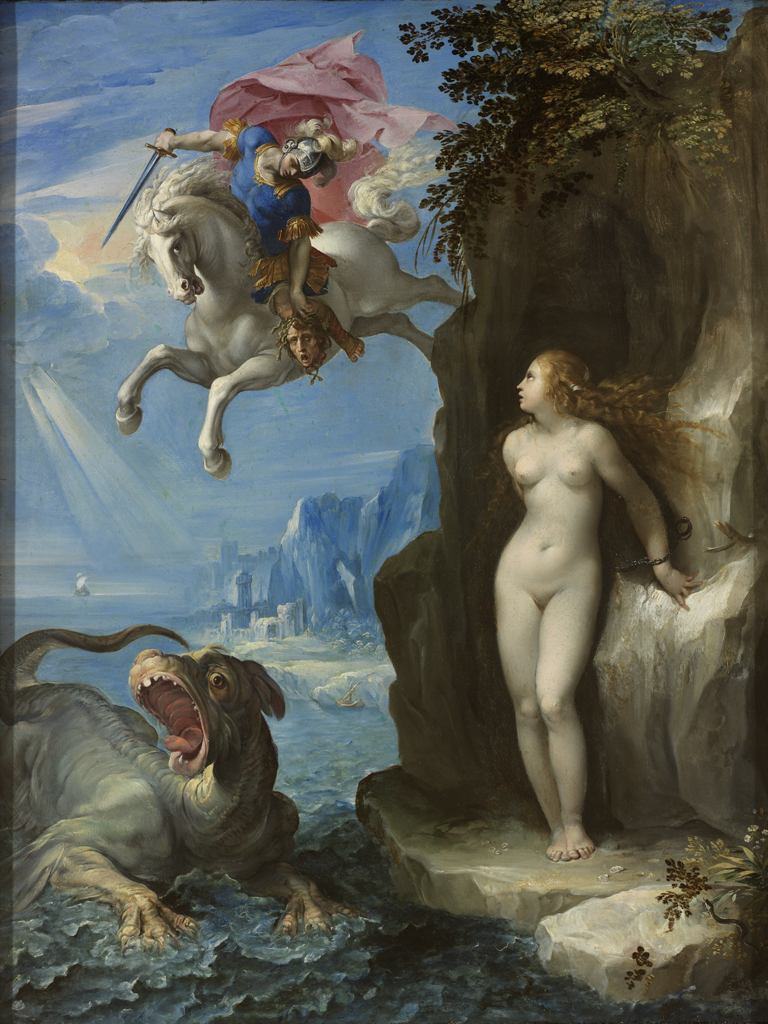
Perseo e Andromeda (1592 circa), Rhode Island School of Design Museum, a Providence.
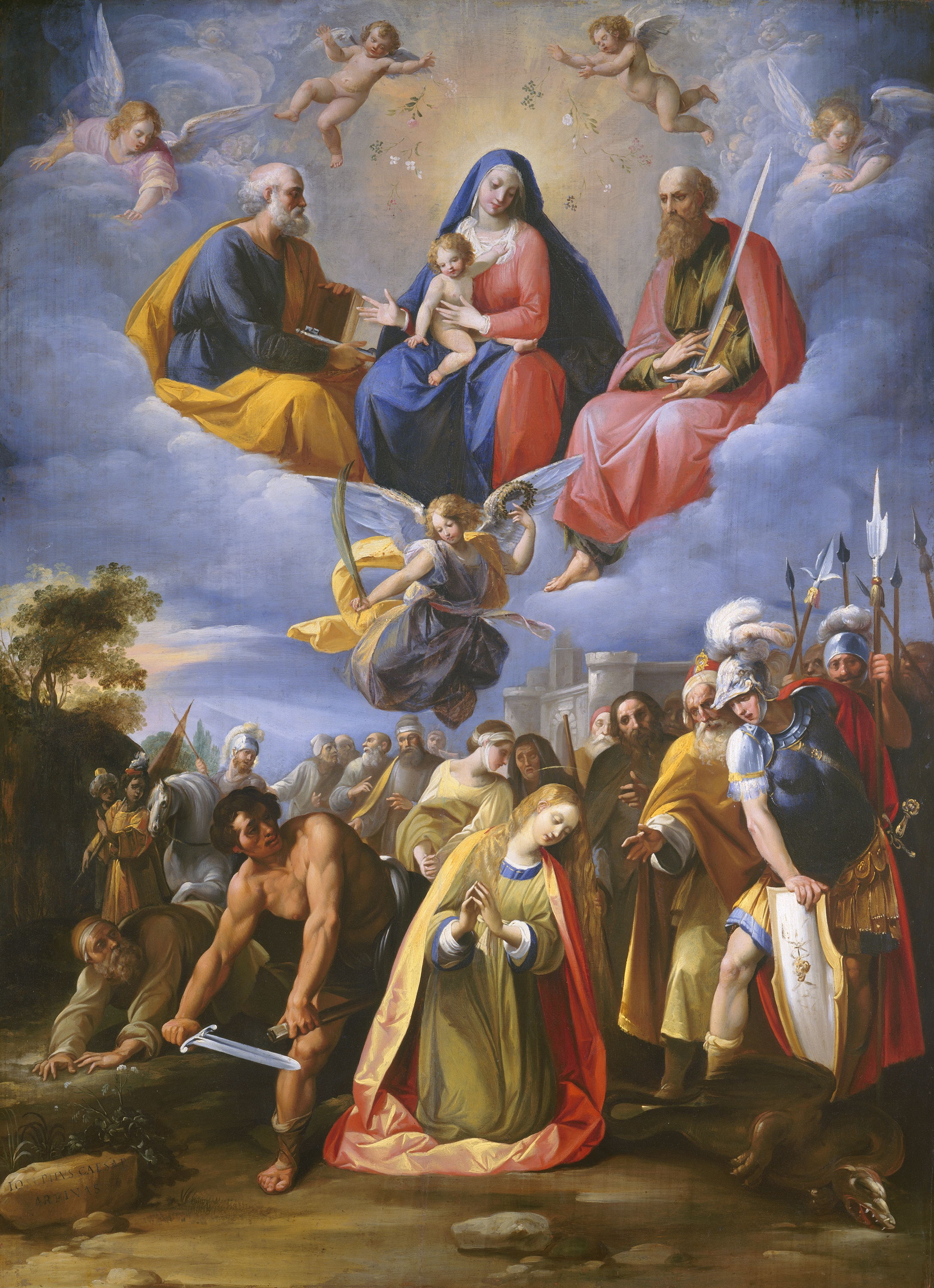
Martirio di Santa Margherita, 1608-1611, National Gallery di Washington.
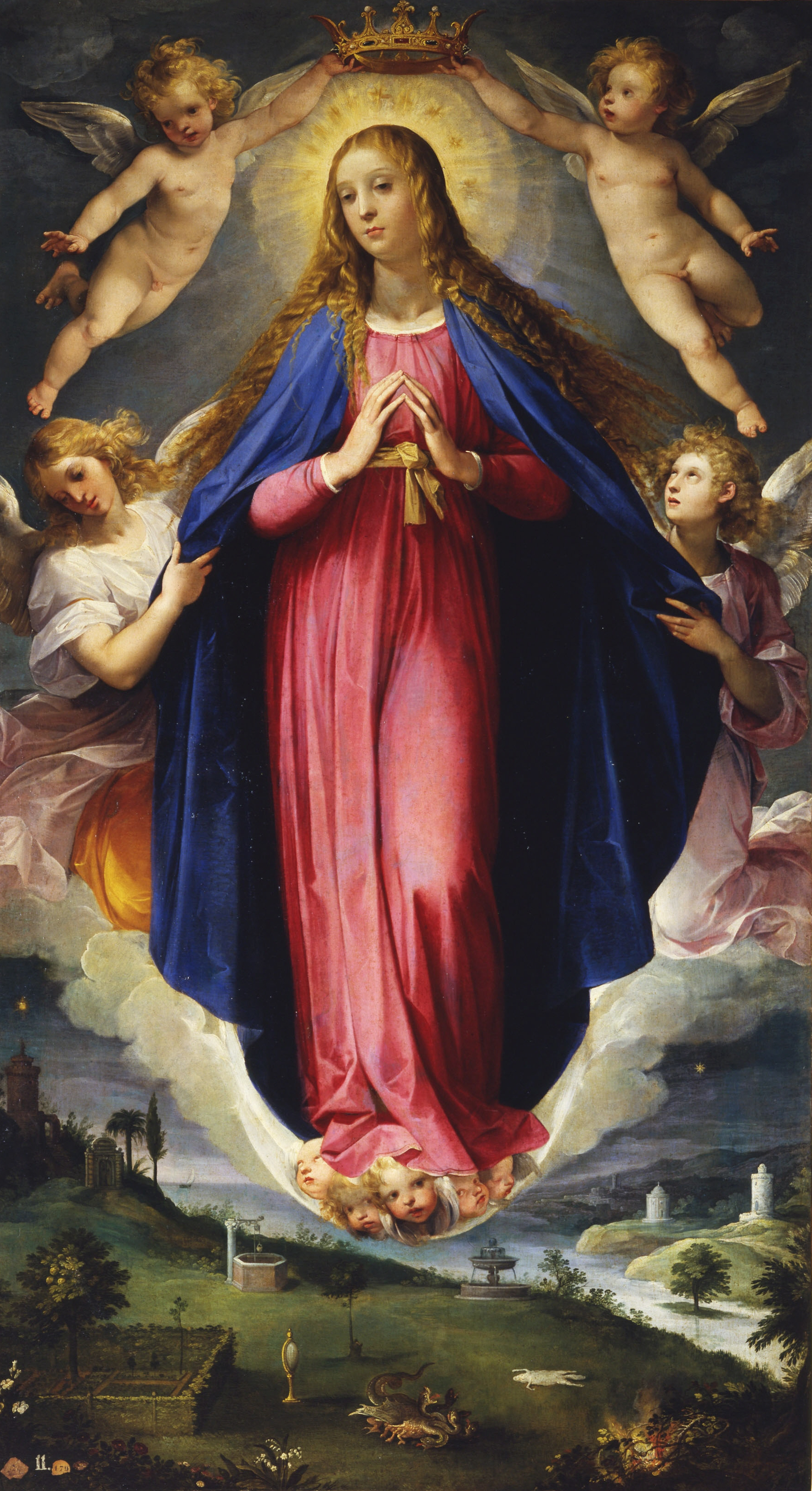
Immacolata Concezione, nella Real Academia de Bellas Artes de San Fernando di Madrid
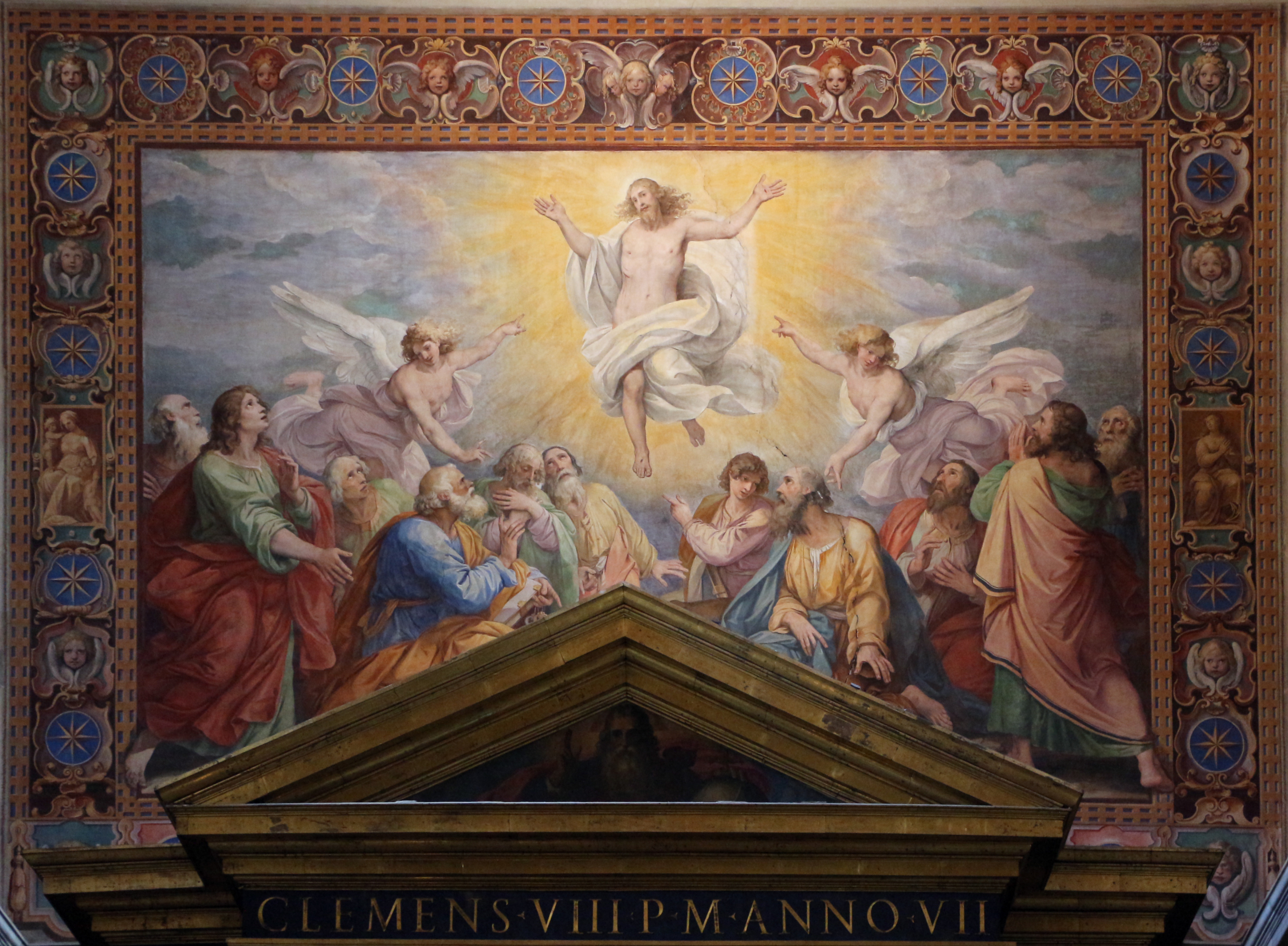
Ascensione di Cristo (1600), a San Giovanni in Laterano, Roma.

## Disegni
- New York, Metropolitan Museum of Art: 
  - Figura che avanza
  - Figura allegorica della fama, 1590 circa
  - Studio di un putto seduto che guarda alla sua destra
  - Figura di un uomo che lancia pietre
  - Testa di uomo barbuto con cappuccio di profilo rivolto verso sinistra, 1636-1638
  - Testa di un guerriero, 1597-1601
  - Ermafrodita
  - Uomo nudo in piedi (Bacco)
  - Studio del Torso del Belvedere, 1585 circa
  - Studio di un nudo maschile
  - Testa di donna
  - La Resurrezione, 1600 circa
- Lilla, Palais des Beaux-Arts:
  - Davide e Golia, 1600
  - Mosè con le Tavole della Legge, 1580
- Düsseldorf, Museum Kunstpalast:
  - Studio equestre, 1601
  - Testa di Tullio Ostilio, 1597
- Lisbona, Museo nazionale d'arte antica, Ragazzo con cane
- Zurigo, Kunsthaus, Adamo ed Eva Cacciati dal Paradiso, 1602-1603

## Galleria d'immagini

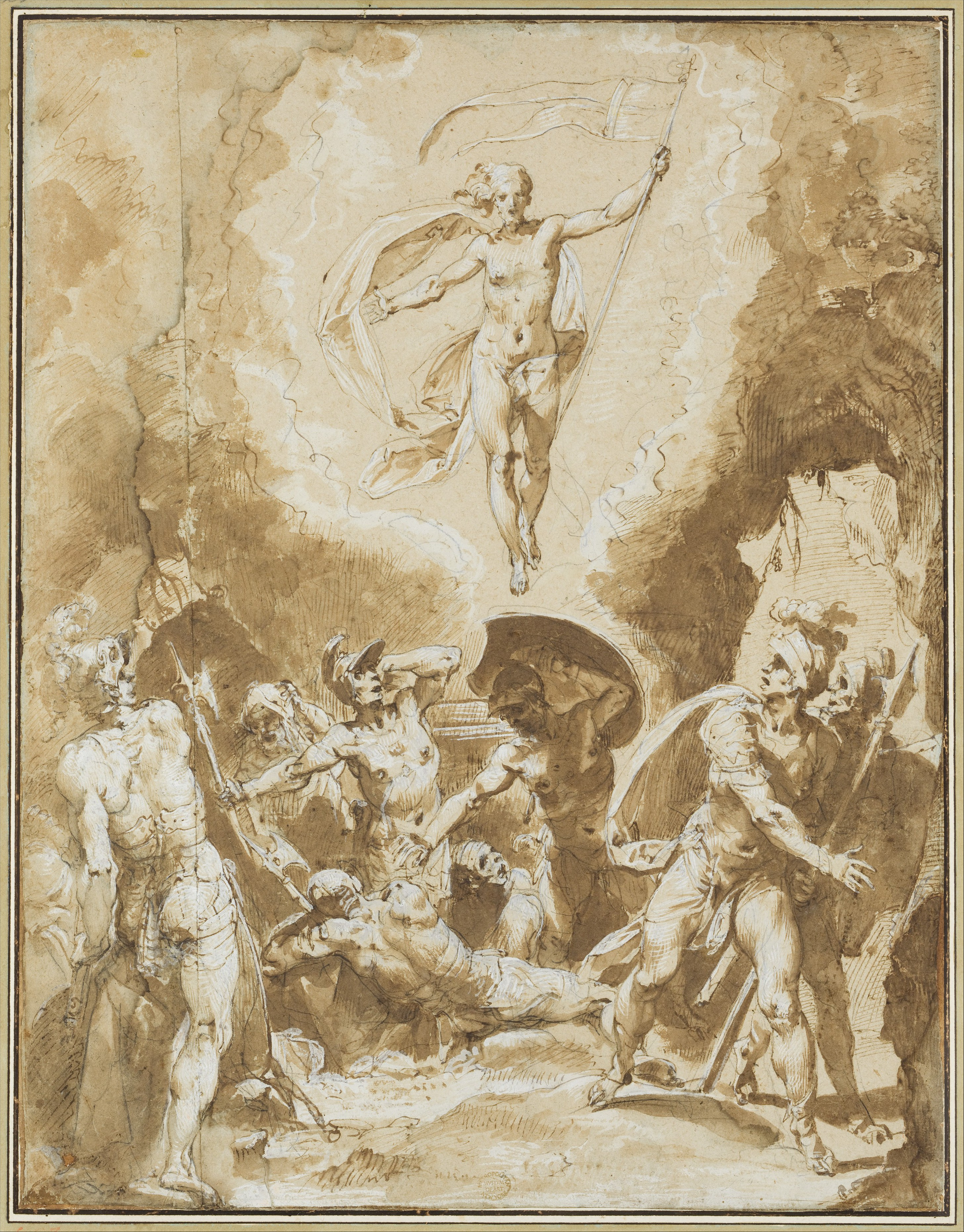
La Resurrezione (1600 circa), al Metropolitan Museum di New York.
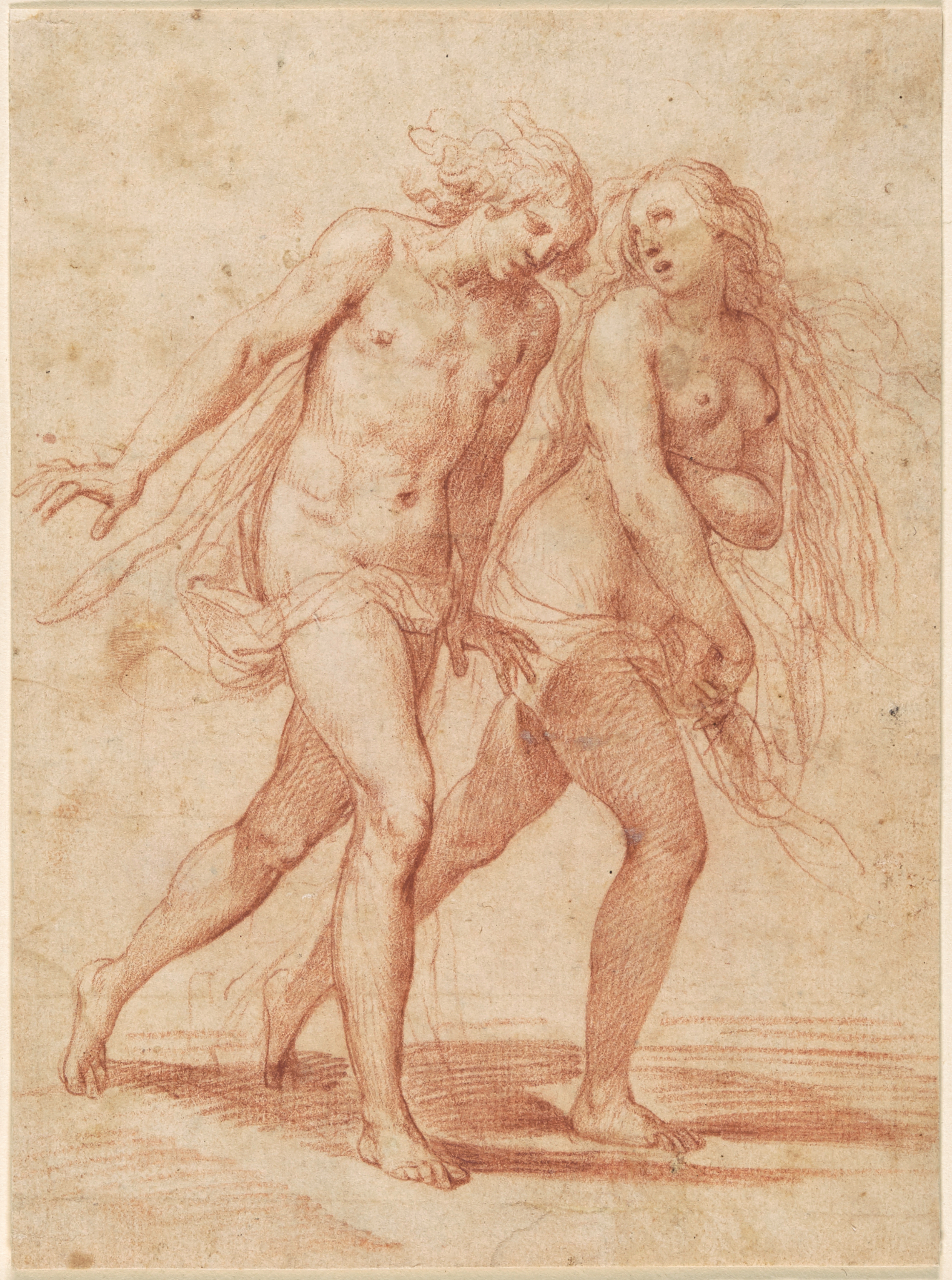
Adamo ed Eva Cacciati dal Paradiso (1602-03), presso la Kunsthaus di Zurigo.
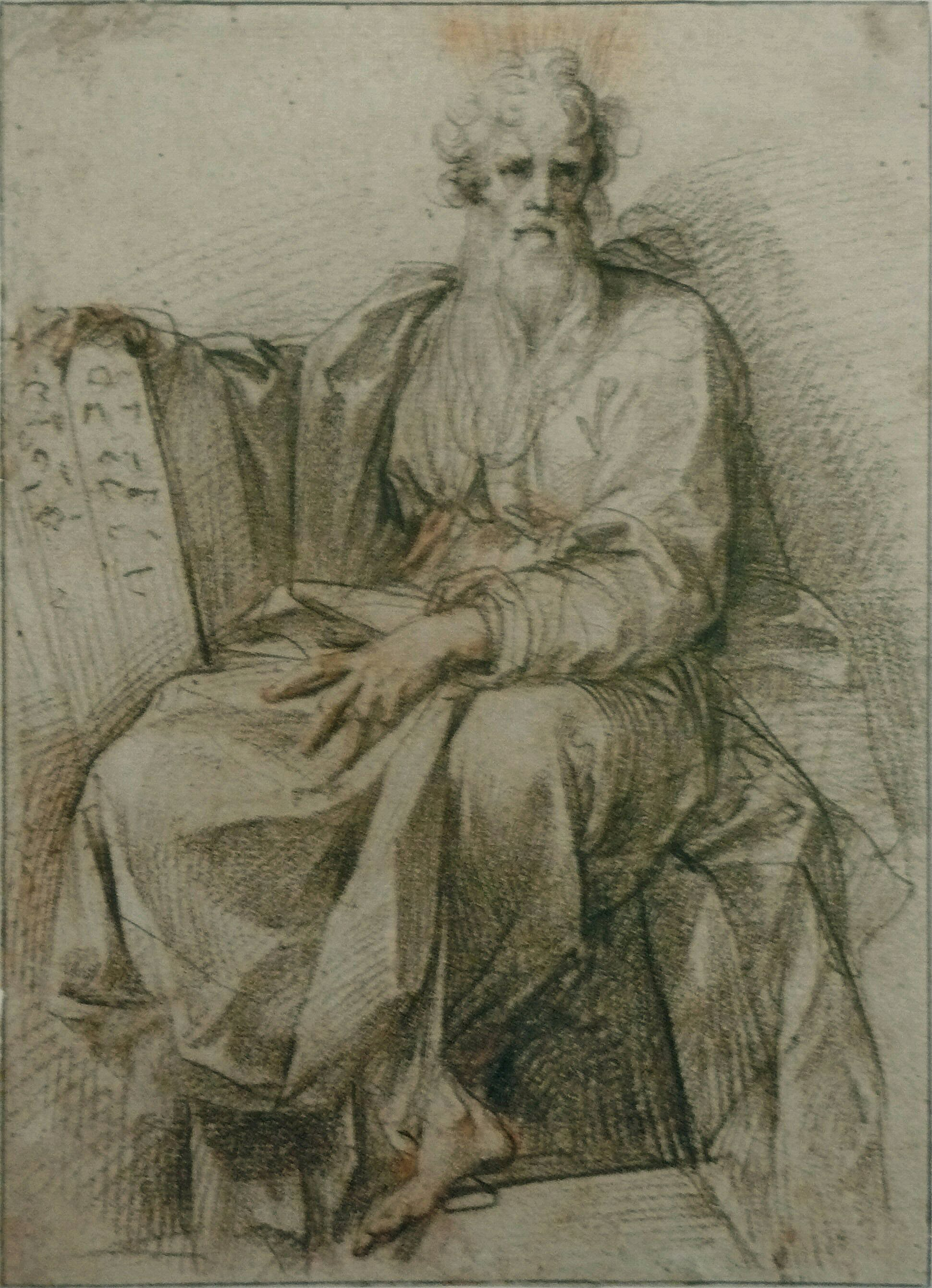
Mosè con le Tavole della Legge (1580), alla Kunstpalast di Düsseldorf.
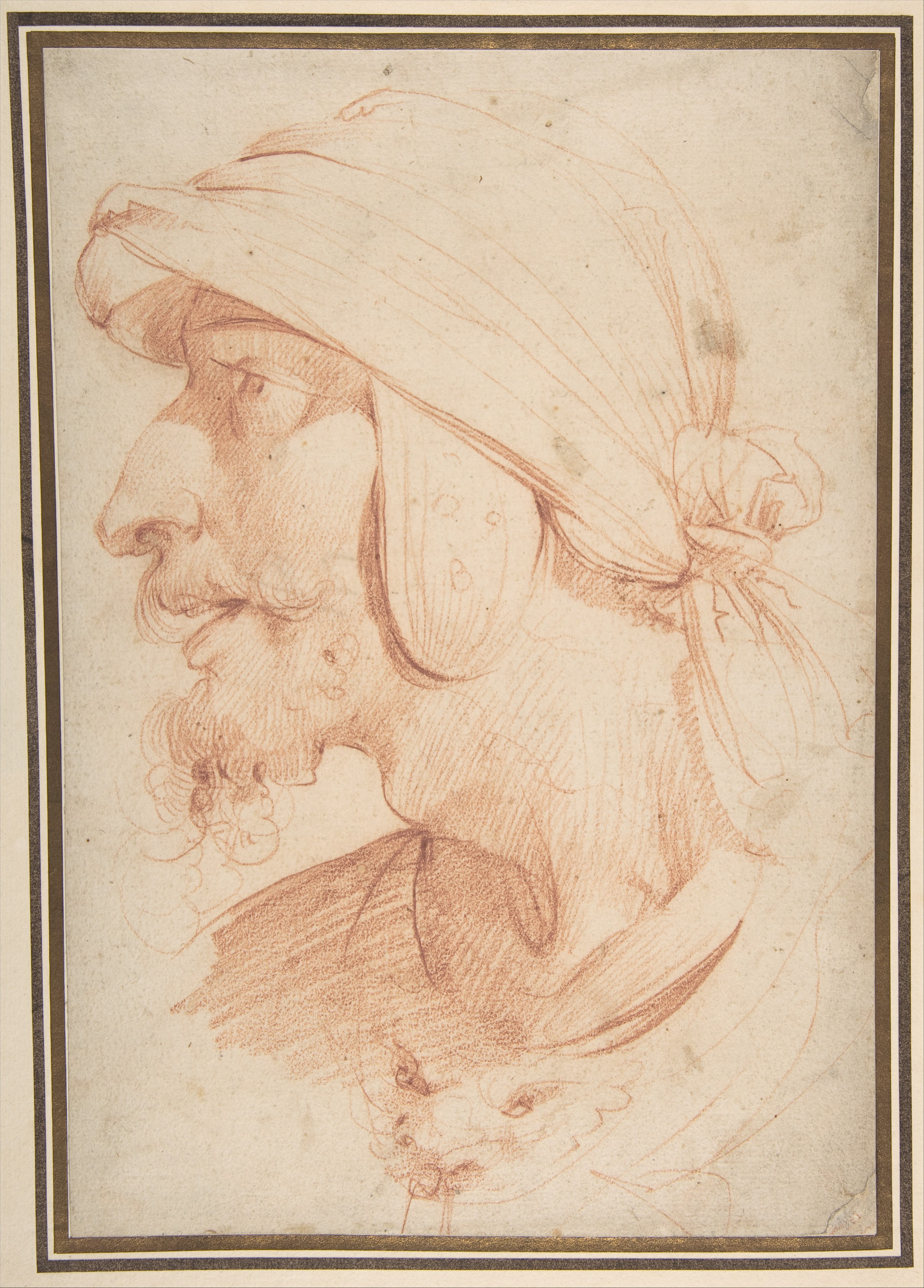
Testa di un guerriero (1597-1601), sempre al Metropolitan Museum di New York.
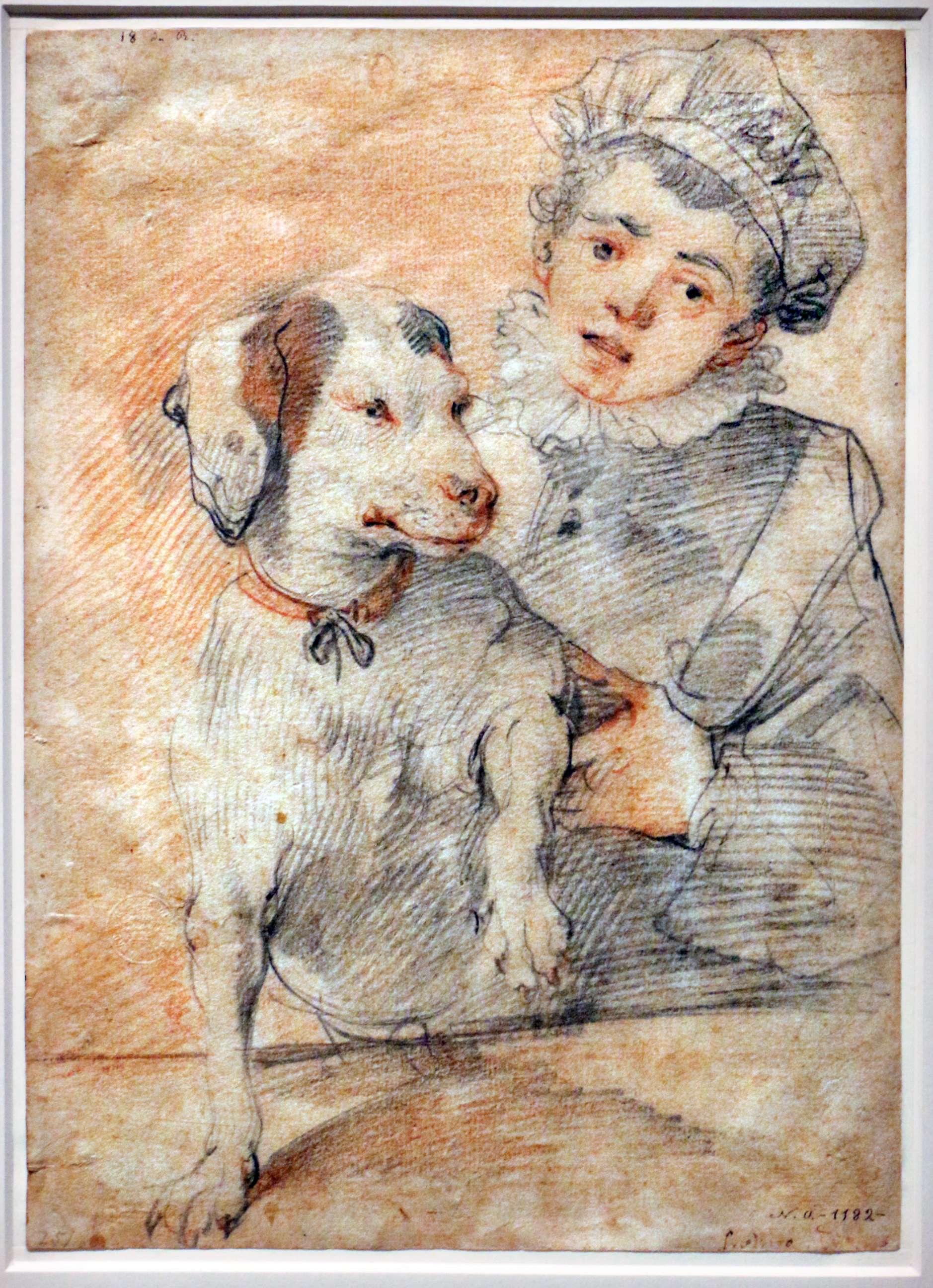
Ragazzo con cane, al Museo nazionale d'arte antica di Lisbona.

## Nella cultura di massa

### Cinema
- In Caravaggio, il pittore maledetto il Cavalier d'Arpino è impersonato dall'attore Lamberto Picasso.
- Il personaggio di Giuseppe Cesari appare nel film L'ombra di Caravaggio di Michele Placido.

### Televisione
- In Caravaggio, sceneggiato televisivo trasmesso dalla Rai, il Cavalier d'Arpino è impersonato dall'attore Manlio Guardabassi.